# Sedum battandieri
Sedum battandieri är en fetbladsväxtart som beskrevs av René Charles Maire. Sedum battandieri ingår i Fetknoppssläktet som ingår i familjen fetbladsväxter. Inga underarter finns listade i Catalogue of Life.